# 西二見村
西二見村（にしふたみむら）は三重県度会郡にあった村。現在の伊勢市二見町の西部にあたる。

## 地理
- 海洋：二見浦
- 河川：五十鈴川、五十鈴川派川

## 歴史
- 1889年（明治22年）4月1日 - 町村制の施行により、山田原村・溝口村・荘村・西村・今一色村の区域をもって発足。
- 1908年（明治41年）5月1日 - 東二見村と合併して二見町が発足。同日西二見村廃止。

## 交通

### 鉄道路線
- 伊勢電気鉄道（後の三重交通）
  - 二見線
    - 汐合停留場 - 三津停留場 - 二見停留場

現在は旧村域を参宮線が通過するが、当時は未開業。